# José Palma (militar)
José Palma fue un militar mexicano que participó en la Revolución mexicana. Nació en Axochiapan, Morelos. En 1911, se incorporó a las fuerzas maderistas del general Francisco Mendoza Palma. Permaneció en las filas de lo que tiempo después se convertiría  en la División de Oriente zapatista. Participó en las tomas de Chilapa, Chilpancingo, Treinta, Zacatepec y Cuernavaca, entre otras, por lo que rápidamente logró llegar al grado de general. Murió en combate y nunca se supo el paradero su cuerpo. 